# Вулиця Щепкіна (Дніпро)
Вулиця Щепкіна — вулиця в Чечелівському адміністративному районі міста Дніпро.

## Історія

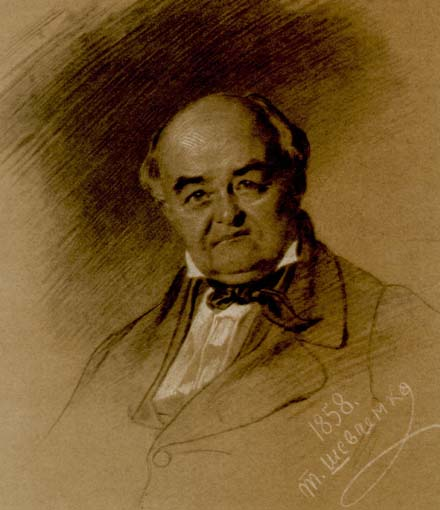
Портрет М. С. Щепкіна виконаний Тарасом Шевченком

З 1860-х р.р. в районі Фабричного кладовища (парку імені Калініна) виникає нова слобода - Чечелівка. За розповідями, названа вона по імені першого поселенця - відставного солдата Чечеля. А після 1887 р., коли один за іншим в цьому районі відкривались великі металургійні заводи, район став забудовуватися дуже швидко.
На плані міста 1885 року Чечелівську слободу вже позначено в складі десятка кварталів, п'яти вулиць та двох провулків. Південніше неї знаходиться інша слобідка - Солдатська. Вулицю, що з'єднала обидві слобідки, тобто ту, що пройшла їх «наскрізно», без витівок, назвали Наскрізною.
11 липня 1934 р. після захоплюючої зустрічі мешканців міста покорителів Півночі, президія міськради постановила: «на честь героїв Арктики - челюскінців, у зв'язку з їхнім перебуванням у Дніпропетровську перейменувати вул. Гімнастичну в вул. Отто Шмідта; вул. Трамвайну в А. Боброва; вул. Сквозну в В. Молокова; вул. Керосинну в С. Леваневського». Так вулиця Наскрізна стала вулицею імені Василя Молокова, полярного льотчика, третього Героя СРСР, учасника операції з порятунку експедиції пароплава «Челюскін».
Поки що не відомо, коли саме відбулося перейменування в нинішню назву. Вулиця названа на честь Щепкіна Михайла Семеновича (1788-1863), визначного актора української та російської сцени, реформатора російського театру.
Вулиця Щепкіна перетинає Сквер імені 20-річчя визволення України від німецько-фашистських загарбників.

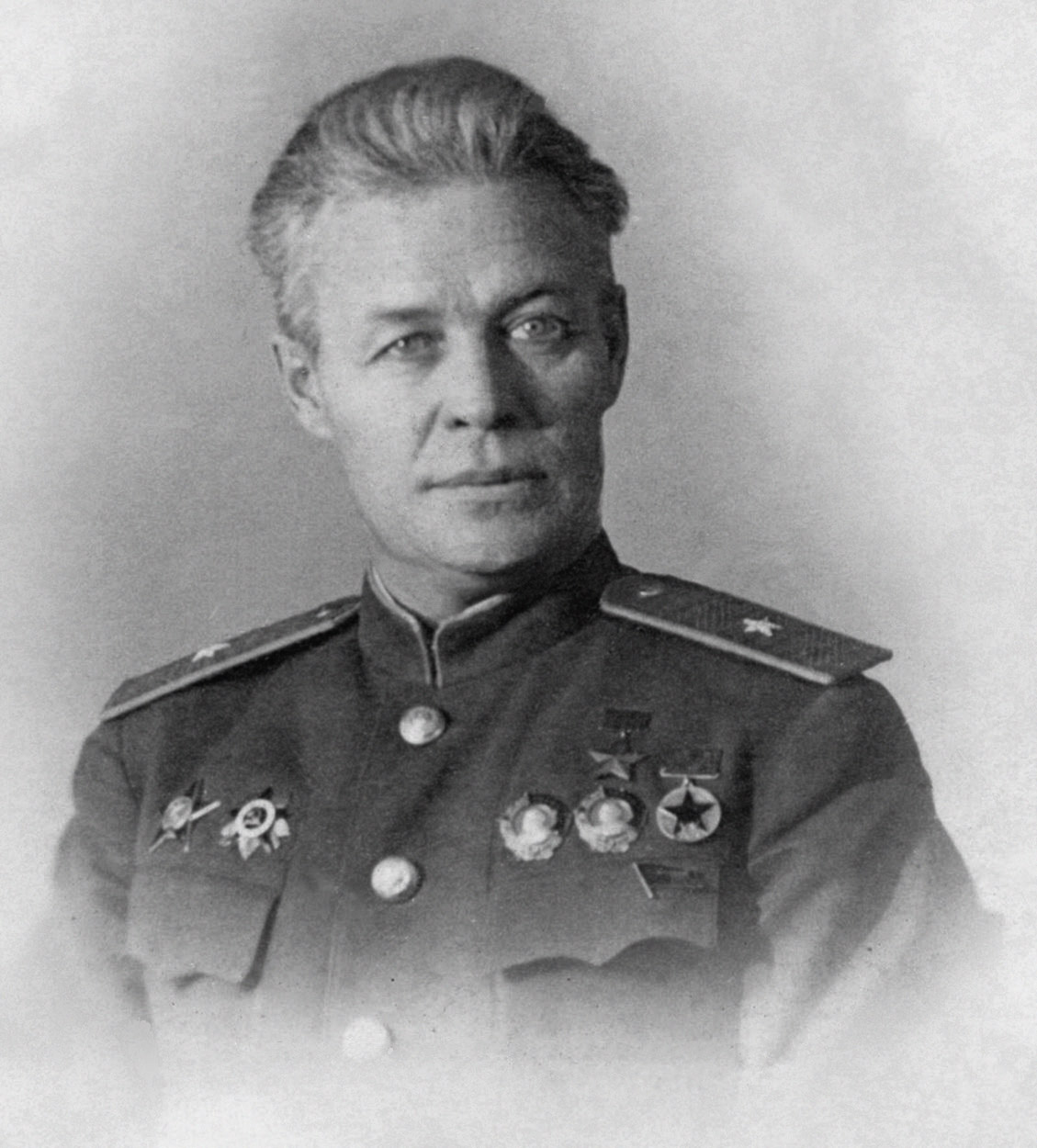
Молоков Василь Сергійович

## Перехресні вулиці
- вулиця Чечелівська (колишня Алтайська)
- вулиця Олександра Оксенченка (колишня Нестерова)
- вулиця Героїв УПА (колишня Камчатська)
- вулиця Олександра Чернікова
- вулиця Романа Шухевича
- проспект Сергія Нігояна

## Будівлі
№ 8 — магазин «Автомобільні запчастини»
№ 10 — СТО «GLOBAL-AUTO»
№ 15 — ТРЦ «Колізей», ресторан «Султан», АТБ
№ 17 — Перукарня